# 斯坦斯伯里半島
斯坦斯伯里半島（英語：Stansbury Peninsula）是南極洲的半島，位於南設得蘭群島，處於埃傑爾灣和菲爾德斯海峽之間的納爾遜島北岸，由英國南極名稱諮詢委員會命名，現時由南極條約體系管理。